# María Gabriela de Faría

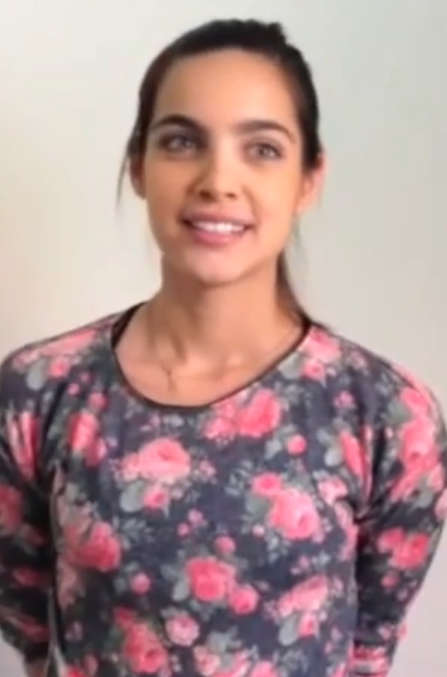
María Gabriela de Faría in 2015

María Gabriela de Faría (Caracas, 11 september 1992) is een Venezolaans-Portugese actrice. Ze is vooral bekend geworden door haar rol in de serie Isa TKM.
Haar carrière begon met een rol in de Venezolaanse telenovela Ser Bonita No Basta en de tienerserie Túkiti, Crecí de Una.

## Filmografie
- Superman - als Angelica Spica / The Engineer
- Grachi (2011-2013) - als Mia Novoa
- Isa TK+ (2009-2010) - als Isabella Pasquali
- Isa TKM (2008-2009) - als Isabella Pasquali
- Toda una Dama (2007) - als Helena Trujillo Laya
- Túkiti, Crecí de Una (2006-2007) - als Wendy
- Ser Bonita No Basta (2005) - als Andreína
- La Señora de Cárdenas (2003)
- Trapos Intimos (2002) - als Marife

- MusicBrainz: 21ad5e2a-9d78-4917-8a17-4f2019b9c1f7
- Virtual International Authority File: 6151836433220400626